# 泰泰尔尚
泰泰尔尚（法語：Téterchen）是法国摩泽尔省的一个市镇，位于该省北部偏西，属于福尔巴克-布莱摩泽尔区。该市镇总面积8.75平方公里，2009年时的人口为712人。

## 人口
泰泰尔尚人口变化图示